# نیو هیون، شهرستان همیلتون، اوهایو
نیو هیون (به انگلیسی: New Haven) یک منطقهٔ مسکونی در ایالات متحده آمریکا است که در شهرستان همیلتون، اوهایو واقع شده‌است. نیو هیون ۳٫۴ کیلومتر مربع مساحت و ۵۸۳ نفر جمعیت دارد و ۱۷۰٫۹۹ متر بالاتر از سطح دریا واقع شده‌است.